# گایوس لوکیلیوس
گایوس لوکیلیوس (به لاتین: Gaius Lucilius) (زادهٔ ۱۸۰ - درگذشتهٔ ۱۰۲ پیش از میلاد) از نخستین هجونویسان روم باستان بود.
لوکیلیوس در سسا اورونکا واقع در کامپانیا در ایتالیای امروزی در حدود ۱۸۰ سال پیش از میلاد مسیح زاده شد. او ۳۰ کتاب هزلیات نوشت که تنها بخشی از آنها تا به امروز باقی‌مانده‌است. هزلیات لوکیلیوس به صورت اشعار شش وتدی (شش وزنی) نوشته شده‌اند و نگرشی انتقادی نسبت به اوضاع زمان نویسنده دارند. این هزلیات همچنین نخستین آثار انتقادی‌ای به شمار می‌روند که به صورت هجو نوشته شده‌اند. 